# 伊丽莎白·亚赫诺
伊丽莎白·谢尔盖耶芙娜·亚赫诺（烏克蘭語：Єлизавета Сергіївна Яхно，1998年6月4日—），乌克兰女子花样游泳运动员，2017年世界游泳锦标赛自由组合银牌得主、女子双人技术自选、女子双人自由自选和集体自由自选铜牌得主、2019年世界游泳锦标赛焦点自选金牌得主、集体技术自选、集体自由自选和自由组合铜牌得主、2020年夏季奥运会集体铜牌得主。